# RP9
 Пигментный ретинит 9 (аутосомно-доминантный)  , также известный как  RP9  или  PAP-1  , — белок , кодируемый у человека геном RP9. 

## Функция
Удаление интронов из ядерных пре-мРНК происходит в комплексе, называемом сплайсосома , которая состоит из 4 небольших ядерных рибонуклеопротеидных ( snRNP ) частиц и неопределенного числа временно сопутствующих факторов сплайсинга. Точная роль PAP-1 в сплайсинге до конца не изучена, но предполагается, что PAP-1 локализуется в ядерных крапинках, содержащих фактор сплайсинга SC35 и непосредственно взаимодействует с другим фактором сплайсинга, U2AF35. 

## Клиническое значение
Мутации в PAP1 лежат в основе аутосомно-доминантного пигментного ретинита, определенного локусом гена RP9. 

## Взаимодействие
RP9, как было выявлено, взаимодействует со вспомогательным фактором 1 небольших ядерных РНК U2.  